# Cotilleo (canción)
«Cotilleo» es una canción interpretada por el dúo español Nebulossa y lanzada el 13 de septiembre de 2024.

## Creación y composición
La letra de la canción surge a modo de protesta contra las numerosas críticas recibidas por el dúo Nebulossa tras su paso por Eurovisión. El videoclip fue dirigido por Jau Fornés y grabado en la Fundación de los Ferrocarriles Españoles.
El videoclip es así mismo un homenaje a los personajes ficticios de la reina Carlota y Lady Wisthledown, interpretadas por Golda Rosheuvel y Nicola Coughlan en la tercera temporada de la serie web de Netflix Bridgerton, en la que los cotilleos de la alta sociedad y el poder de estos enfrentan a ambas.
En la letra de la canción se incorporaron mensajes reales enviados a través de redes sociales por los denominados «haters», especialmente los dirigidos hacia la cantante Mery Bas, en los que predomina la misoginia y el edadismo, llegando a referirse a la cantante como «una Barbie de geriátrico». El tema hace además claras referencias a reconocidas artistas de la industria musical, entre ellas las cantantes Shakira y Karol G.